# Wilhelm Huberts
Wilhelm Huberts (Voitsberg, 28 febbraio 1938 – 6 marzo 2022) è stato un calciatore e allenatore di calcio austriaco, di ruolo centrocampista.

## Palmarès

### Club

#### Competizioni nazionali
- US Open Cup: 1

1962
- ÖFB-Cup: 1

1971

#### Competizioni internazionali
- Coppa Piano Karl Rappan: 1

Eintracht Francoforte: 1966-1967